# گرایش به نبرد
گرایش به نبرد (به انگلیسی: Battle Tendency) ⁪ (ژاپنی: 戦闘潮流 هپبورن: Sentō Chōryū) دومین آرک داستانی از مجموعه مانگای ماجراجویی عجیب و غریب جوجو نوشته و تصویرگری هیروهیکو آراکی است. این مجموعه تا حدود ۱٫۵ سال در هفته‌نامه شونن جامپ از ۲ نوامبر ۱۹۸۷ تا ۲۷ مارس ۱۹۸۹ منتشر شد. ۶۹ چپتر این مانگا در هفت جلد تانکوبون جمع‌آوری شده. قوس داستانی گرایش به نبرد پس از خون شبح‌وار (۱۹۸۷) و پیش از صلیبیون گردستاره‌ای (۱۹۸۹–۱۹۹۲) محسوب می‌شود.
داستان در آمریکای شمالی و اروپا در سال‌های ۱۹۳۸–۱۹۳۹ حدود ۵۰ سال پس از خون شبح‌وار می‌گذرد، داستان جوزف جوستار و سزار آنتونیو زپلی، نوادگان جاناتان جوستار و ویل آ. زپلی است که می‌توانند انرژی مبتنی بر نور خورشید به نام هامون را دستکاری کنند. همراه با استاد هامون به نام لیزا لیزا، جوزف و سزار به دنبال جلوگیری از انسان‌نماهای باستانی به نام مردان Pillar هستند که ماسک‌های سنگی اختراع کردند و سنگ قدرتمندی به نام سوپر آجا به دست آورده‌اند.
گرایش به نبرد به عنوان بخشی از فصل اول مجموعه تلویزیونی انیمه ماجراجویی عجیب و غریب جوجو محصول سال ۲۰۱۲ دیوید پروداکشن اقتباس شده‌است.